# Esther Paniagua
Esther Paniagua Gómez (Madrid, 1986) es una periodista española, analista y autora especializada en ciencia y tecnología. 

## Trayectoria
Se licenció en Periodismo en la Universidad Rey Juan Carlos (URJC) y se especializó en ciencia y tecnología. Además, realizó un Postgrado en Información sobre Salud en la Universidad Complutense de Madrid y cursó un Máster en Estrategia en la Red en la Universidad de Barcelona (UB). Comenzó su labor periodística en la sección de Ciencia del diario nacional Público y después en La Razón. 
En 2011, se convirtió en la primera redactora jefe de la edición en español de la revista MIT Technology Review, una publicación del Instituto de Tecnología de Massachusetts (MIT) de Estados Unidos que aborda avances importantes en biomedicina, materiales, física y otros aspectos relevantes de la tecnología. Posteriormente, tras dirigir el área de Innovación Abierta de la empresa Futura Networks (conocida como Campus Party), se estableció como periodista independiente, colaborando con medios como El País, El Español, El Mundo, Sifted (Financial Times), Muy Interesante, National Geographic, Infolibre, Público, Xataka, Alternativas Económicas, La Fábrica Digital, Escritura Pública, La Vanguardia, DMAX y Cancer World, entre otros. Ha presentado los pódcast Innoverse, de la Fundación Innovación Bankinter, sobre tecnología, ciencia, futuro, educación, startups e innovación, y Conexiones Infinitas, de Podium Podcast.
Paniagua también es profesora del Máster en Investigación Periodística, Nuevas Narrativas, Datos, Fact-checking y Transparencia de la Universidad Rey Juan Carlos (URJC) y El Confidencial, donde dirige el módulo de Periodismo e Inteligencia Artificial. También colabora con otros programas académicos en temáticas relacionadas con la digitalización y la inteligencia artificial, la ciberseguridad, la ética tecnológica y los derechos digitales, y la gobernanza digital, entre otras. Ejerce como conferencista, presentadora y moderadora en eventos nacionales e internacionales.
Es asesora de políticas digitales, ámbito en el que ha trabajado con la Agencia de Gobierno electrónico y Sociedad de la Información y del Conocimiento del Gobierno de Uruguay (AGESIC). Esa labor de asesoramiento la ha realizado también en diversos think tanks, entidades y congresos, y colabora con varias organizaciones sin ánimo de lucro como MujeresTech. Además, ha sido mentora de varios programas, como la iniciativa CAMINO del Consejo Superior de Investigaciones Científicas (CSIC), entre otros, y es miembro habitual de jurados en premios y competiciones científicas y tecnológicas, de emprendimiento y de divulgación. 
En 2015, participó en el libro colectivo Diferéncia(te) cuyo objetivo era orientar e inspirar a distintas generaciones en la elección de formación, profesión, pasiones y emprendimiento, a través de las experiencias personales de los autores. En 2020, colaboró con No me cuentes cuentos, un proyecto colectivo impulsado por el boletín de noticias Kloshletter de la periodista Charo Marcos del Río y la agencia digital Prodigioso Volcán cuyo objetivo era la publicación de cien cuentos infantiles con mujeres españolas como protagonistas. Paniagua participó con la historia «SuperMariana, la guerrera que venció a Alergia» ilustrada por la artista Idoia Asensio, y cuya protagonista es la científica Mariana Castells. También es autora de los informes Inteligencia Artificial, Big Data, el poder de los datos y Modelos de Negocio Disruptivos, publicados por el Future Trends Forum de la Fundación Innovación Bankinter. En 2021, publicó Error 404 ¿Preparados para un mundo sin internet?, su primer libro en solitario y que ha sido traducido a seis lenguas.

## Obra
- 2015 – Diferéncia(te). VVAA. Grupo Edebé. ISBN 978-84-683-1550-8.
- 2020 – No me cuentes cuentos. Editorial Montena. ISBN 978-84-17922-29-0.
- 2021 – Error 404: ¿Preparados para un mundo sin internet? Penguin Random House. ISBN 978-84-18056-06-2.[17]

## Reconocimientos
Paniagua ha recibido diversos reconocimientos en los últimos años. En 2017, fue distinguida como 'Escritora de Ciencia Española del Año' y fue finalista para el premio 'European Science Writer of the Year', otorgado por la ABSW. También fue galardonada en la XVII Edición de los Premios Vodafone con el Premio de Periodismo en la categoría de Economía. En 2018, la Fundación Instituto Roche galardonó a Paniagua en la IV edición (2017) del Premio de Periodismo en Medicina Personalizada de Precisión por su reportaje titulado Nanotecnología y terapia génica: alianza contra la ceguera, publicado en la revista Muy Interesante.
En 2019, Paniagua fue la ganadora de la XX Edición del Premio de Periodismo Accenture en la categoría de Inteligencia Artificial que concede la multinacional tecnológica Accenture. Ese mismo año, su contribución al ámbito empresarial fue reconocida por la revista Forbes, que la incluyó en su lista de las '100 personas más creativas en los negocios de 2019'. Además, también fue incluida en el «Top 100 Mujeres Líderes de España» de El Español en 2019 y en 2020.
En 2023, su nombre fue incluido en dos listas de la edición española de la revista Forbes: las mujeres más creativas del mundo de los negocios, y los 100 más creativos en el mundo de los negocios. También en 2023, Paniagua recibió el Inspire Award a la labor divulgativa sobre la Inteligencia Artificial y su impacto en la sociedad en el congreso AI Business.